# MY DEAR (平松愛理のアルバム)
『MY DEAR』（マイ・ディア）は、平松愛理の3作目のオリジナル・アルバム。1990年12月15日にポニーキャニオンからリリースされた。

## 概要
帯コピー：素敵な、素敵な女性が聴きまくる。
シングル「月のランプ」、「素敵なルネッサンス」とそのカップリング「君にしとけば良かったなんて」を収録。なお「素敵なルネッサンス」は、CDジャケットには特に表記されていないがシングルより10秒早くフェイドアウトする音源で収録されている。また、1992年に新録音でシングルカットされた「部屋とYシャツと私」のオリジナル音源はこのアルバムが最初である。同曲は後にリリースされるベストアルバムによって収録音源が異なり、本作の音源を使用している場合も多い。
「部屋とYシャツと私」は、歌詞の内容や3拍子の曲であることが平松らしくないと周りからの反対があり、収録を見送る方向で進んでいたが、本人が収録したいと懇願したこともあり、本作への収録が決まった。
「エレベーター アクシデント」は山口由子に提供した楽曲のセルフカバー。
「悲しくて 悲しすぎて」は翌年リリースのシングル「虹がきらい」のカップリング曲としてシングルカットされた。
今作にも収録されているシングル「月のランプ」を皮切りに、後に平松の夫となるサウンドプロデューサーの清水信之とタッグを組むようになるが、「悲しくて 悲しすぎて」「ファーストクリスマス イヴ」は萩田光雄が編曲を手掛けている他、「MY HONEY」は平松自らがアカペラでコーラスアレンジをしている。

## 収録曲
| 全作詞・作曲: 平松愛理。 |                                         |           |            |          |      |
| #                        | タイトル                                | 作詞      | 作曲・編曲 | 編曲     | 時間 |
| 1.                       | 「月のランプ」                          | 平松愛理  | 平松愛理   | 清水信之 | 4:28 |
| 2.                       | 「君にしとけば良かったなんて」          | 平松愛理  | 平松愛理   | 清水信之 | 4:09 |
| 3.                       | 「エレベーター アクシデント」           | 平松愛理  | 平松愛理   | 清水信之 | 4:21 |
| 4.                       | 「悲しくて 悲しすぎて」                 | 平松愛理  | 平松愛理   | 萩田光雄 | 4:54 |
| 5.                       | 「ベージュのパンプス」                  | 平松愛理  | 平松愛理   | 清水信之 | 4:27 |
| 6.                       | 「部屋とYシャツと私」(Original Version) | 平松愛理  | 平松愛理   | 清水信之 | 5:05 |
| 7.                       | 「ファーストクリスマス イヴ」           | 平松愛理  | 平松愛理   | 萩田光雄 | 5:18 |
| 8.                       | 「MY HONEY」                            | 平松愛理  | 平松愛理   | 平松愛理 | 1:54 |
| 9.                       | 「最後の音符」                          | 平松愛理  | 平松愛理   | 清水信之 | 3:22 |
| 10.                      | 「Roseの花束」                          | 平松愛理  | 平松愛理   | 清水信之 | 3:42 |
| 11.                      | 「素敵なルネッサンス」                  | 平松愛理  | 平松愛理   | 清水信之 | 4:18 |
| 合計時間:                | 合計時間:                               | 合計時間: | 45:58      |          |      |